# 虹の音
「虹の音」（にじのおと）は、藍井エイルの楽曲。 Eirが作詞、重永亮介が作曲を手掛けた。藍井の6枚目のシングルとして2014年1月1日にSME Recordsから発売された。

## 音楽性
本曲は、テレビアニメ『ソードアート・オンライン Extra Edition』のテーマソングに起用された。『ソードアート・オンライン Extra Edition』の世界観とリンクしたミディアムバラードで、藍井曰く「恋愛絶頂期の暗い未来が見えない瞬間」を歌っているという。
シングル表題曲としては初めて藍井自身が単独で作詞を行っており、歌詞はタイトルである「虹の音」から、男女が歩く絵を連想して書かれた。なお、制作時は何時間も良い言葉が思い浮かばず悩んだという。

## シングルリリース
2014年1月1日にSME Recordsから発売された。藍井のシングルとしては前作「シリウス」から約2か月ぶりのリリースとなる。
売上としては初週0.2万枚売上、その後1.3万枚まで伸び通算3作目の1万枚超えを記録。
期間生産限定盤（SECL-1446/7）のみの1種リリースで、DVDには2013年10月28日に渋谷公会堂で行われた『藍井エイル "Special Live 2013 -Starlight Reunion-"』の模様が収録されている。
2曲目「ユメセカイ」は、戸松遥が9枚目のシングルとして発表した、『ソードアート・オンライン』第1期エンディング主題歌であるが、藍井は春奈るなとドイツでカバーして以来、当曲をiPhoneに入れるほど気に入っていたため、カップリングへの収録を知った日は嬉しかったという。曲調は原曲と違いラテン調にアレンジされている。ちなみに収録するまでは歌い方や表現をボーカルシートで研究を重ねたという。

## シングル収録内容
| #         | タイトル                            | 作詞          | 作曲      | 編曲                                                 | 時間  |
| --------- | ----------------------------------- | ------------- | --------- | ---------------------------------------------------- | ----- |
| 1.        | 「虹の音」                          | Eir           | 重永亮介  | 新井弘毅、重永亮介、下川佳代（ストリングスアレンジ） | 4:52  |
| 2.        | 「ユメセカイ」                      | Shin Furuya   | 南田健吾  | 鎌田雅人                                             | 5:02  |
| 3.        | 「INNOCENCE（Live at 渋谷公会堂）」 | Eir、重永亮介 | 重永亮介  | 下川佳代、重永亮介                                   | 5:04  |
| 4.        | 「虹の音（TV size ver.）」          |               |           |                                                      | 1:33  |
| 5.        | 「虹の音（Instrumental）」          |               |           |                                                      | 4:50  |
| 合計時間: | 合計時間:                           | 合計時間:     | 合計時間: | 合計時間:                                            | 21:23 |

| #  | タイトル                | 作詞 | 作曲・編曲 |
| -- | ----------------------- | ---- | ---------- |
| 1. | 「アヴァロン・ブルー」  |      |            |
| 2. | 「AURORA」              |      |            |
| 3. | 「シリウス」            |      |            |
| 4. | 「Ei! Ei! Ruuuu!!!!!!」 |      |            |

## チャート
| チャート（2014年）                | 最高位 |
| --------------------------------- | ------ |
| オリコン                          | 11     |
| Billboard Japan Top Singles Sales | 32     |
| Billboard Japan Hot Animation     | 9      |

## 楽曲の収録アルバム
| 曲名   | 収録アルバム | 発売日        | 備考                  |
| ------ | ------------ | ------------- | --------------------- |
| 虹の音 | AUBE         | 2014年1月29日 | 2ndオリジナルアルバム |